# Hermann Genthe
Hermann Genthe (vollständiger Name Franz Hermann Genthe, * 2. April 1838 in Eisleben; † 30. Juni 1886 in Hamburg) war ein deutscher Klassischer Philologe, Prähistoriker und Gymnasiallehrer. Er unterrichtete an Gymnasien in Memel, Berlin und Frankfurt am Main und leitete als Direktor das Landesgymnasium in Korbach (1875–1878), das Stiftische Gymnasium in Duisburg (1878–1881) und das Wilhelm-Gymnasium in Hamburg (1881–1886). Seine wissenschaftliche Arbeit betraf die Ur- und Frühgeschichte, die Provinzialrömische Archäologie und die Klassische Philologie. Seine bedeutendsten Werke, ein Sophokles-Lexikon und eine Studie über den Tauschhandel der Etrusker, wurden noch im 20. Jahrhundert nachgedruckt.

## Leben

### Jugend und Studium
Hermann Genthe war der Sohn des Schriftstellers und Gymnasiallehrers Friedrich Wilhelm Genthe (1805–1866) und der Henriette geb. Rosenkranz (1803–1877), einer Schwester des Philosophen Karl Rosenkranz. Genthe erhielt zunächst Privatunterricht und besuchte von 1846 bis 1855 das Gymnasium Eisleben, an dem auch sein Vater unterrichtete. Am meisten beeinflusste ihn der Direktor Friedrich Ellendt, ein Spezialist der griechischen und lateinischen Grammatik und Literatur. Nach dessen Tod (11. Mai 1855) legte Genthe am 9. Oktober 1855 die Reifeprüfung ab und ging an die Martin-Luther-Universität Halle-Wittenberg, um Theologie und Philologie zu studieren. Seine Neigung ging jedoch mehr zur Philologie und nachdem er zwei Semester lang an den Übungen des philologischen Seminars unter Gottfried Bernhardy teilgenommen hatte, entschied er sich, zum Wintersemester 1857/58 an die Berliner Universität zu wechseln. Dort studierte Genthe drei Semester lang. August Boeckh und Moriz Haupt nahmen ihn in das philologische Seminar auf; zugleich besuchte Genthe philosophische Vorlesungen bei Friedrich Adolf Trendelenburg und Siegfried Hirsch sowie archäologische Übungen bei Eduard Gerhard. Am 23. Juli 1859 wurde Genthe zum Dr. phil. promoviert, wobei seine Kommilitonen Lucian Müller, Eduard Pinder (1836–1890) und Gustav Uhlig bei der Verteidigung als Opponenten auftraten.

### Frühe Laufbahn und Teilnahme am Deutsch-Französischen Krieg (1859–1871)
Am 29. Oktober 1859 legte Genthe die Lehramtsprüfung in den Fächern Deutsch, Latein und Griechisch (für alle Klassen), Geschichte und Geographie (für die Mittelstufe) sowie Religion (für die Unterstufe) ab. Vom Herbst 1859 bis zum 30. September 1860 absolvierte er das Probejahr im preußischen Schuldienst am Städtischen Realgymnasium in Landsberg an der Warthe, wo er zugleich mit voller Stundenzahl als Hilfslehrer und Turnlehrer unterrichtete. Zum 1. Oktober 1860 erhielt er eine Festanstellung am Gymnasium in Memel (Ostpreußen), wo er als 2. ordentlicher Lehrer (ab 1865 1. ordentlicher Lehrer) unterrichtete. Genthe war zwar als Turnlehrer in dieser Stadt sehr bekannt, beschäftigte sich auch mit der Landesgeschichte und Kultur (zum Beispiel mit dem Litauischen) und trat als auswärtiges Mitglied in die Physikalisch-ökonomische Gesellschaft in Königsberg ein, aber ihm fehlten doch die wissenschaftlichen Anregungen der Hauptstadt. Er bemühte sich um eine Versetzung nach Berlin. Am neugegründeten Sophien-Gymnasium erhielt er keine Stelle, aber dafür am Gymnasium zum Grauen Kloster. Dort wurde Genthe am 1. April 1867 als 10. ordentlicher Lehrer angestellt, was allerdings mit einer Gehaltseinbuße verbunden war. Ostern 1870 rückte Genthe zum 9. ordentlichen Lehrer auf und erhielt wieder dasselbe Gehalt wie in Memel.
Beim Ausbruch des Deutsch-Französischen Kriegs (Juli 1870) meldete sich Genthe freiwillig und trat in das 1. Niederschlesische Infanterie-Regiment Nr. 46 ein. Dort wurde er im Offizierslehrgang zum Vizefeldwebel ausgebildet. Während der Belagerung von Paris wurde er mit seiner Einheit an die Front geschickte und nahm an den Kampfhandlungen teil. Nach einigen Wochen wurde er zum Kommandanten des Observatoriums in La Jonchère ernannt. Am 20. Januar 1871 wehrte er dort den letzten massiven Angriff der französischen Infanterie ab und erhielt dafür mehrere Auszeichnungen sowie die Ernennung zum Secondeleutnant.

### Spätere Laufbahn als Oberlehrer und Gymnasialdirektor (1871–1886)
Im April 1871 kehrte Genthe nach Berlin zurück, blieb dort aber nicht lang, denn zum 1. Oktober 1871 nahm er eine Oberlehrerstelle am Gymnasium in Frankfurt am Main an, das damals von Tycho Mommsen geleitet wurde. Genthes Laufbahn nahm nun Fahrt auf: Er wurde im Herbst 1873 zum Professor ernannt und im Herbst 1875 zum Direktor des Landesgymnasiums in Korbach, das unter preußischer Verwaltung stand.

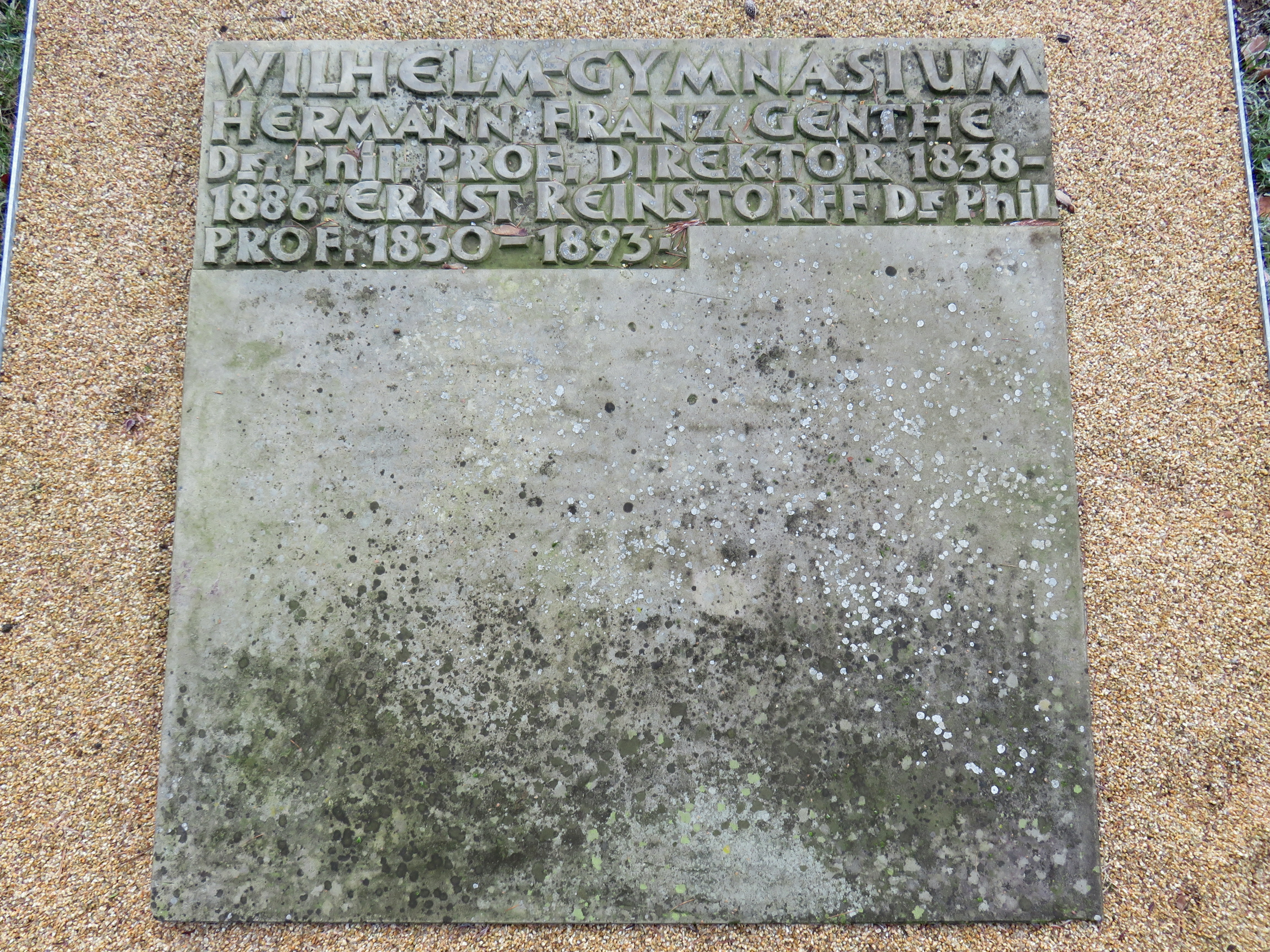
„Hermann Franz Genthe Dr. Phil. Prof. Direktor“, Sammelgrab Wilhelm-Gymnasium, Friedhof Ohlsdorf

Im Herbst 1878 wechselte Genthe als Direktor an das Stiftische Gymnasium in Duisburg und zweieinhalb Jahre später (zum 1. April 1881) an die Neue Gelehrtenschule in Hamburg, die als dritte höhere Lehranstalt in Hamburg (nach dem Johanneum und dem Christianeum) vom Senat gegründet worden war. Genthe führte die Schule zu hohem Ansehen und pflegte als Turnlehrer auch energisch den Sportunterricht, zu dem er 1885 einen programmatischen Aufsatz veröffentlichte. Unter seinem Direktorat erhielt die Schule auf Beschluss des Senats am 21. Februar 1883 den Namen „Wilhelm-Gymnasium“ (zu Ehren des Kaisers Wilhelm I.). Im Frühjahr verließ das Wilhelm-Gymnasium sein provisorisches Gebäude und zog in den Neubau an der Moorweidenstraße.
Am 30. Juni 1886 starb Genthe an einer Unterleibserkrankung im Alter von 48 Jahren.
Auf dem Ohlsdorfer Friedhof wird auf der Sammelgrabplatte Wilhelm-Gymnasium des Althamburgischen Gedächtnisfriedhofs unter anderem an Hermann Genthe erinnert.

## Ehe und Kinder
Genthe war ab Herbst 1867 mit Louise Zober († 1896) verheiratet, der Tochter des Architekten und Baurats Hugo Zober. Die drei Söhne des Paares, Arnold (1869–1942), Siegfried (1870–1904) und Hugo (1873–1896), erhielten schon in ihrer Kindheit und Jugend reiche Anregungen von ihrem Vater, der ihnen Englisch, Französisch und Latein beibrachte. Alle drei waren als Forschungsreisende in aller Welt unterwegs. Die beiden jüngeren Söhne starben gewaltsam in Afrika: Hugo wurde am Luapula-Fluss von einem Elefanten getötet, Siegfried wurde in Fez in Marokko Opfer eines Raubmordes. Der älteste Bruder Arnold ging als Fotograf in die USA und nach China.

## Wissenschaftliches Werk
Genthe betrieb neben dem Unterricht wissenschaftliche Arbeit, bei der er im Laufe seines Lebens verschiedene Schwerpunkte setzte. Seit dem Studium fühlte er sich zur Philologie und Archäologie hingezogen. Seine ersten Veröffentlichungen betrafen den römischen Dichter Marcus Annaeus Lucanus, aber ein bedeutenderes Projekt war die Neubearbeitung des Sophokles-Lexikons (Lexicon Sophocleum), das sein ehemaliger Lehrer Friedrich Ellendt 1836 begründet hatte. Im Auftrag des Verlags Borntraeger erstellte Genthe in den 1860er Jahren eine Neubearbeitung, für die er die wissenschaftlichen Arbeiten und Editionen der letzten Jahrzehnte durcharbeitete. Das Manuskript war 1869 abgeschlossen, konnte aber wegen Genthes Kriegsdienst erst 1872 erscheinen. Diese Verzögerung hatte auch einen Rechtsstreit zur Folge: Der Leipziger Philologe Wilhelm Dindorf hatte 1870 ein Lexicon Sophocleum publiziert, das zum größten Teil auf Ellendts Lexikon von 1836 basierte. Der Verlag Borntraeger stellte daraufhin einen Strafantrag gegen Dindorf. Das Handelsgericht beim Bezirksgericht Leipzig holte ein entsprechendes Gutachten ein und verurteilte Dindorf am 23. Oktober 1873 zu einer Geldstrafe. Genthe-Ellendts Lexicon Sophocleum blieb lange nach seinem Erscheinen in Gebrauch und wurde zuletzt 1958 und 1965 nachgedruckt.
Nach seinem Umzug nach Frankfurt wandte sich Genthe vor allem der Ur- und Frühgeschichte zu. Er trat in die Senckenbergische Naturforschende Gesellschaft ein und wurde Vorstandsmitglied des Römisch-Germanischen Zentralmuseums. Die archäologischen Funde der Region verwertete Genthe für eine Studie zum Tauschhandel der Etrusker mit dem Norden (1873), die einen bedeutenden Fortschritt für die Wirtschaftsgeschichte bedeutete und 1968 im Nachdruck erschien.
Auch während seiner kurzen Wirkungszeit in Korbach und Duisburg beschäftigte er sich mit der dortigen Landesgeschichte und veröffentlichte entsprechende Studien. Selbst in Hamburg, wo ihn der Aufbau der Gelehrtenschule in Anspruch nahm, fand er die Zeit für wissenschaftliche Arbeit und veröffentlichte Aufsätze zur lateinischen Literatur und zu didaktischen Fragen des altsprachlichen Unterrichts.

## Schriften (Auswahl)
- De M. Annaei Lucani vita et scriptis. Berlin 1859 (Dissertation)
- Die Windgottheiten bei den indogermanischen Völkern. Eine mythologische Abhandlung. Memel 1861 (Schulprogramm)
- Scholia vetera in Lucanum e codice Montepessulano. Berlin 1868 (Schulprogramm)
- Index commentationum Sophoclearum ab anno MDCCCXXXVI editarum triplex. Confecit Hermannus Genthe. Berlin 1874
- Ueber den etruskischen Tauschhandel nach dem Norden. Frankfurt am Main 1873 (Schulprogramm). Neue erweiterte Bearbeitung 1874. Nachdruck Wiesbaden 1968
- Alterthümer aus dem Fürstenthum Waldeck und Pyrmont. Korbach 1877 (Schulprogramm) (Digitalisat online)
- Kurze Geschichte des Fürstlich Waldeckischen Landesgymnasiums Fridericianum zu Corbach. Mengeringhausen 1879
- Geschichte der Stadt Corbach. Festschrift zur 3. Säkularfeier des fürstlich Waldeckischen Landesgymnasiums zu Corbach. Mengeringhausen 1879
- Duisburger Altertümer. Ein Beitrag zur Geschichte der Stadt Duisburg und zur prähistorischen Karte Deutschlands. Duisburg 1881 (Schulprogramm)
- Epistula de proverbiis Romanorum ad animalium naturam pertinentibus. Hamburg 1881 (Schulprogramm)
- Grammatik und Schriftstellerlektüre im altsprachlichen Unterrichte. Ein Beitrag zu den gymnasialen Fragen der Gegenwart. Hamburg 1882 (Schulprogramm)

Herausgeberschaft
- Madvig’s lateinische Sprachlehre für Schulen. Nach Gustav Tischers Bearbeitung für die Gymnasialklassen erweitert von Hermann Genthe. 2. Auflage, Braunschweig 1869. 3., verbesserte und mit einem sprachwissenschaftlichen Anhang vermehrte Auflage 1877
- Lexicon Sophocleum adhibitis interpretum explicationibus, grammaticorum notationibus, recentiorum doctorum commentariis. Composuit Fridericus Ellendt. Editio altera emendata, curavit Hermannus Genthe. Berlin 1872. Nachdrucke Hildesheim 1958, 1965